# Dyngehus
Dyngehus borg (svensk: Dynge borgruin) var en norsk borg ved Skredsvik i Båhuslen. Ruinerne ligger i dag i Uddevalla Kommune og kaldes Gullmarsberg. Borgen fungerede fra ca. 1250 til starten af 1500-tallet, hvor den nedbrændte, som en fæstning. Borgen nævnes i norsk diplommateriale flere gange. Udgravningen af borgen blev udført i 1912-1913 af den svenske arkæolog Wilhelm Berg, som også gennemførte udgravningen af fæstningen på Ragnhildsholmen i 1880'erne og Olsborg Slot. Den er sammen med Dragsmark kloster en af de få tilbageværende middelalderstrukturer i Uddevalla.